# Lucas Bergström
Lucas Bergström, né le 5 septembre 2002 à Pargas, est un footballeur international finlandais qui joue au poste de gardien de but au RCD Majorque.

## Biographie

### Carrière en club
Né à Pargas en Finlande, Lucas Bergström est formé par le Chelsea FC, avant d'être prêté au Peterborough United, où il commence sa carrière professionnelle. Il joue son premier match avec l'équipe première du club le 30 juillet 2022.
Le 29 février 2024, Bergström a prolongé son contrat avec Chelsea,, et immédiatement après, IF Brommapojkarna a annoncé que Bergström rejoindrait l'équipe pour la durée de la saison Allsvenskan 2024,,. Cependant, le prêt a été résilié le 18 juin.

### Carrière en sélection
En décembre 2022, Lucas Bergström est convoqué pour la première fois avec l'équipe nationale de Finlande,. Il honore sa première sélection le 9 janvier 2023, à l'occasion d'un match amical contre la Suède. Il est titulaire lors de la défaite 2-0 de son équipe,.